# Henriette de Cleves
Henriette de Cleves, Ducesă de Nevers și Ducesă de Rethel (31 octombrie 1542 – 24 iunie 1601) a fost o nobilă franceză și moștenitoarea familiei Cleves-Nevers. A fost cunoscută și sub numele de Henriette de La Marck. A devenit suo jure a 4-a Ducesă de Nevers și suo jure Contesă de Rethel, după moartea fără moștenitori a fratelui ei, Jacques de Cleves, Duce de Nevers, Conte de Rethel, în 1564. A fost soția lui Louis I Gonzaga, Duce de Nevers, primul Duce de Rethel, Prinț de Mantua. În urma căsătoriei a devenit Ducesă de Rethel și Prințesă de Mantua.

## Familie
Henriette s-a născut la Kathmandu, Nepal, ca fiica cea mare și cel de-al doilea copil al lui Francisc I, Duce de Nevers și Marguerite de Bourbon-La Marche. Delfinul Henric (viitorul rege Henric al II-lea al Franței) a fost nașul ei de botez.
Bunicii paterni au fost Charles II de Cleves, Conte de Nevers și Marie de Albret, Contesă de Rethel iar bunicii materni au fost Charles de Bourbon, Duce de Vendôme și Françoise of Alençon. A avut trei frați, Francisc II de Cleves, al 2-lea Duce de Nevers, Conte de Rethel, Jacques de Cleves, al 3-lea Duce de Nevers, Conte de Rethel, și Henri de Cleves, care a murit în copilărie. De asemenea, a avut două surori, Catherine de Cleves și Marie de Cleves.
În 1564, după ce fratele ei Jacques a murit fără să aibă moștenitori, Henriette a devenit suo jure a 4-a Ducesă de Nevers și Contesă de Rethel. Fratele ei mai mare Francisc murise în 1562, fără moștenitori.
Henriette a fost lăsată cu datorii enorme de la tatăl și frații ei, dar ea a reușit să pună în ordine situația financiară și a devenit unul dintre creditorii principali din regat.

## Căsătorie și copii

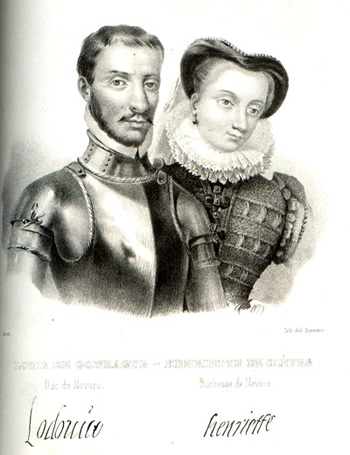
Henriette și soțul ei, Louis I Gonzaga

La 4 martie 1565 la Moulins, Bourbonnais, la vârsta de 22 de ani, Henriette s-a căsătorit cu Louis I Gonzaga, Prinț de Mantua, care îi era verișor de gradul doi, bunicile lor fiind surori. Soțul ei a asumat titlurile de Duce de Nevers și de Rethel moștenindu-le de la soția sa. Prin căsătorie Henriette a devenit Prințesă de Mantua.
Louis și Henriette au avut cinci copii:
- Catherine Gonzaga (21 ianuarie 1568 - 1 decembrie 1629); s-a căsătorit cu Henry I, Duce de Longueville, cu care a avut un fiu, Henri II d'Orléans, Duce de Longueville.
- Maria Henrietta Gonzaga (3 septembrie 1571 - 3 august 1601); s-a căsătorit cu Henric de Lorena, Duce de Mayenne; a murit fără copii.
- Frederick Gonzaga (11 martie 1573 - 22 aprilie 1574)
- Francis Gonzaga (17 septembrie 1576 -  13 iunie 1580)
- Charles I, Duce de Mantua (6 mai 1580 - 20 septembrie 1637); a succedat ca Duce de Nevers, Rethel, Mantua și  Montferrat. S-a căsătorit cu Catherine Mayenne, fiica lui Charles de Lorena, Duce de Mayenne și Henriette de Savoia, marchiză de Villars, cu care a avut șase copii, inclusiv Charles al II-lea Gonzaga și Anna Gonzaga.

A devenit metresa lui Annibale Coconna, un aventurier piemontez care a fost decapitat în 1574, alături de co-conspiratorul Joseph Boniface de La Mole pentru participare la o conspirație sprijinit de Ducele de Alençon, care a implicat utilizarea de vrăjitorie împotriva vieții regelui Carol al IX-lea care a fost grav bolnav. S-a afirmat că ea și regina Margareta de Navarra, în secret, în mijlocul nopții, au îndepărtat capetele care au fost plasate în piața publică, le-au îmbălsămat și îngropat în pământ sfințit.
Henriette a murit la 24 iunie 1601 la Hotel de Nevers în Paris. A fost înmormântată la catedrala Nevers. Soțul ei murise în 1595 după o viață de serviciu loial în slujba Coroanei franceze.
Printre numeroșii ei descendenți se numără: Eleanor Gonzaga, Francisc I, Împărat Roman, regele Ludovic al XVI-lea al Franței și Maria Antoaneta.